# 米切爾朗基羅·阿爾貝塔奇
米切爾朗基羅·阿爾貝塔奇（義大利語：Michelangelo Albertazzi；1991年1月7日—）是一位意大利足球運動員，在場上的位置是後衛。他現在效力於意大利足球甲級聯賽球隊维罗纳足球俱乐部。他也代表意大利各級國青隊參賽。